# فراتیان
فراتیان (در یونانی Περατής، شاید از ریشه فعل πέρας در یونانی به معنای نفوذ و عبور) یکی از فرقه های گنوسی قرن دوم میلادی بوده است که تنها منبع واقعی اطلاعات ما درباره جریان شکل گیری و عقاید آنها، کتاب رد بدعت ها (Refutatio Omnium Haeresium) از هیپولیتوس اهل روم است. بنیانگذاران این مکتب، دو نفر هستند، یکی شخصی به نام فرات (که اریجن می گوید بنیانگذار مکتب اُفیتی است، که کلسوس در حدود 175 میلادی به آن اشاره می کند) و یکی شخصی به نام کِلبِس که به نام های اسِمبِس و آدِمِس نیز خوانده می شود.
کلمنت اسکندرانی به نام این گروه اشاره کرده است ولی چیزی از اصول اعتقادی شان نمی‌گوید. هیپولیتوس با چند کتاب از نوشته های این فرقه آشنا بوده است. از جمله این کتاب ها، کتاب حواشی (οι προαστειοι) است که در مورد طالع بینی است و از تأثیر ستارگان بر سرنوشت بشر صحبت می کند و داستان هایی در مورد قدرت های اسمانی می گوید. رساله دیگری نیز دارند که نشان می دهد اصول عقایدشان شبیه به نحشیه است.